# قشلاق اق برون
قشلاق اق برون یک روستا در ایران است که در استان اردبیل واقع شده‌است. قشلاق اق برون ۲۰ نفر جمعیت دارد.